# Synagogue de Biarritz
La synagogue de Biarritz, située 9 rue Pellot à Biarritz est inaugurée en 1904 et fait actuellement l'objet d'une importante restauration. Fermée au culte depuis 1995 pour des raisons de sécurité, la synagogue a rouvert à l'été 2012.

## Histoire de la synagogue

### Contexte historique
Biarritz et Bayonne sont deux villes distantes d'à peine 15 kilomètres. Bayonne possède un riche passé juif. Terre d'accueil des Juifs expulsés d'Espagne et du Portugal, la ville de Saint-Esprit-lès-Bayonne, commune au nord de Bayonne, va compter jusqu'à 3 500 Juifs en 1750, soit le quart de la population de Bayonne et de ses faubourgs. D'origines séfarades, ils pratiquent selon un rite spécifique dit « rite portugais ». Le nombre de Juifs de Bayonne va aller en décroissant dans le courant des siècles suivants en raison du départ de nombreuses familles vers d'autres villes françaises pour des raisons économiques et de l'assimilation. Au début du XXe siècle, ils ne sont plus que quelques centaines, mais le consistoire israélite de Bayonne, créé en 1847, a la charge des communautés de toute la région y compris de celle de Biarritz.
Au début du XIXe siècle, Biarritz n'est encore qu'un tout petit port de pêcheurs. Ce n'est que sous le Second Empire et principalement en raison de l'amour porté à cette ville par l'impératrice Eugénie qui en fait sa villégiature, que Biarritz devient une station balnéaire et thermale célèbre. Elle attire toute l'aristocratie et la haute bourgeoisie européenne qui y construisent d'imposantes villas. Parmi ceux-ci de nombreux Juifs, dont la famille Poliakov, les frères Samuel, Jacob, financier, et Lazare, magnat des chemins de fer russe, anobli par le tsar pour service rendu à la Russie. À la fin de l'Empire, la station se démocratise attirant de nombreux curistes français. À la fin du XIXe siècle, on estime à 300 le nombre de vacanciers ou curistes juifs à Biarritz, auxquels se rajoute une centaine d'habitants juifs (recensement consistorial de 1898). Lors des fêtes, ceux-ci assistent aux offices à la synagogue de Bayonne ou dans de petits oratoires privés.

### Construction
Lorsque les frères Gabriel et Émile Pereyre de Bayonne, en 1895, demandent au consistoire de Bayonne l'autorisation de faire construire une petite synagogue à Biarritz sur leur propriété, au 9 rue des Écoles, le consistoire, craignant une perte de pouvoir et de revenus,  va dans un premier temps tenter de bloquer, puis de freiner le projet, tout en essayant d'en garder le contrôle. Le terrain proposé par les frères Pereyre est refusé, car trop excentré par rapport au quartier chic de Biarritz où habitent les principaux donateurs, dont les familles Poliakov et Brodsky.
Le consistoire ouvre une souscription et la somme nécessaire à l'achat du terrain et à l'édification de la synagogue, est vite recueillie, avec la participation de riches mécènes dont madame Furtado-Heine qui offre une somme importante peu de temps avant sa mort.

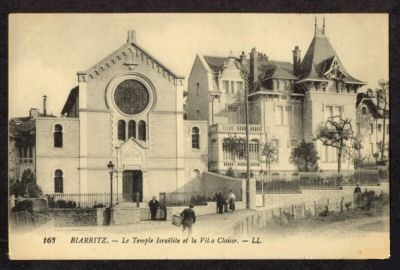
La synagogue de Biarritz peu de temps après sa construction

Lazare Poliakov, le principal donateur, exige que la synagogue soit construite à côté de l'église orthodoxe russe, Après de nombreuses tractations avec l'administration française, mais aussi internes au consistoire, un terrain, faisant partie de l'ancien domaine impérial, est acquis par le consistoire de Bayonne. L'acte d'acquisition est signé le 17 août 1904 à l'étude de maître Dupuy, notaire à Bayonne, pour la somme de 18 230,45 francs.
Les plans de la synagogue ont été dessinés dès 1896 par l'architecte de Bayonne, Charles Pasquier, auteur entre autres de ceux du casino municipal de Biarritz. Celui-ci ne verra pas la réalisation de son projet, car il meurt le 2 janvier 1903, asphyxié dans son appartement. Les travaux seront réalisés par M. Naïer, entrepreneur à Biarritz.
La synagogue est inaugurée officiellement le 7 septembre 1904, soit moins d'un mois après l'achat du terrain, ce qui prouve que le consistoire avait commencé les travaux bien avant la signature de l'acte de vente. Les principaux membres du consistoire de Bayonne, les donateurs, les notables des communautés juives de Toulouse, Bordeaux et Paris, ainsi que de nombreux invités catholiques assistent à la cérémonie. Le discours de consécration est prononcé par le Grand-Rabbin de Bayonne, Émile Lévy, après les prières et chants d'usage. Les détails de l'inauguration sont repris dans les journaux israélites nationaux,, ainsi que dans une partie de la presse locale,,.
Les statuts de la synagogue sont rédigés par le consistoire de Bayonne, et mettent la synagogue de Biarritz sous leur tutelle : la synagogue de Biarritz est une succursale de celle de Bayonne ; les offrandes reçues seront transmises au consistoire de Bayonne ; les dépenses et recettes de la synagogue seront reprises au budget de Bayonne. Seul est accepté qu'une moitié des offices ait lieu selon le rite ashkénaze afin de répondre à la demande des fidèles étrangers, l'autre moitié ayant lieu selon le rite portugais pratiqué à Bayonne.

## Description de la synagogue
Lors de l'inauguration, la revue L'Univers israélite décrit la synagogue :
«  Le monument situé dans un des plus beaux quartiers de la ville, est de style à la fois roman et oriental. Il est sobre et élégant tant à l’intérieur qu’à l’extérieur. La façade surmontée des Tables de la Loi porte outre la date de construction, cette belle parole de l’Écriture Sainte « Aime ton prochain comme toi-même…  »
Cette citation, gravée dans la pierre, est extraite du Lévitique XIX-18. En dessous figure l'année de construction de la synagogue selon le calendrier hébraïque et selon l'ère commune (5664-1904). La façade se compose de trois parties : au centre, la porte d'entrée est surmontée d'une fenêtre triplée, elle-même située sous une énorme rosace, ayant en son centre une étoile de David, et située à hauteur du fronton triangulaire. Le fronton est couronné des Tables de la Loi. Cette partie centrale est flanquée de deux petits corps de bâtiment étroit, celui de gauche comprenant une porte fenêtre et à l'étage une fenêtre étroite les deux avec imposte en fer à cheval. Pour celui de droite, la porte fenêtre a été remplacée par une baie aveugle.
Après un petit vestibule, on pénètre dans le sanctuaire, une salle rectangulaire, cerné sur trois côtés par la galerie pour les femmes à balustrade en bois. Au fond, l'Arche sainte, encadré de deux colonnes à chapiteau à feuilles, et surmonté d'un fronton brisé sur lequel reposent les Tables de la Loi, est situé dans un léger renfoncement absidal délimité par une arche à arc outrepassé.
L'Arche sainte et une partie du mobilier proviennent de la synagogue de Peyrehorade, inaugurée en 1747 et qui a été vendue en 1898 par le consistoire de Bayonne à la ville de Peyrehorade. Celle-ci l'a démolie l'année suivante pour percer la rue de la Synagogue.
Pendant les travaux de rénovation de la synagogue, les rouleaux de Torah ont été confiés à la synagogue de Bayonne.

## Rénovation
Fermée depuis 1995, pour des raisons de sécurité, la synagogue a rouvert en partie à l'été 2012. La rénovation de la partie extérieure de la synagogue est terminée depuis 2008 et l'association "Vie Juive à Biarritz" a récolté  les fonds nécessaires pour la restauration de l'intérieur du bâtiment.

## Offices
En 2012 et 2013 les offices ont eu lieu en juillet et en août, pour les offices de Shabbat (vendredi soir et samedi) et pour certaines fêtes.
Un groupe Facebook est consacré à l'actualité de la synagogue.

## Galerie

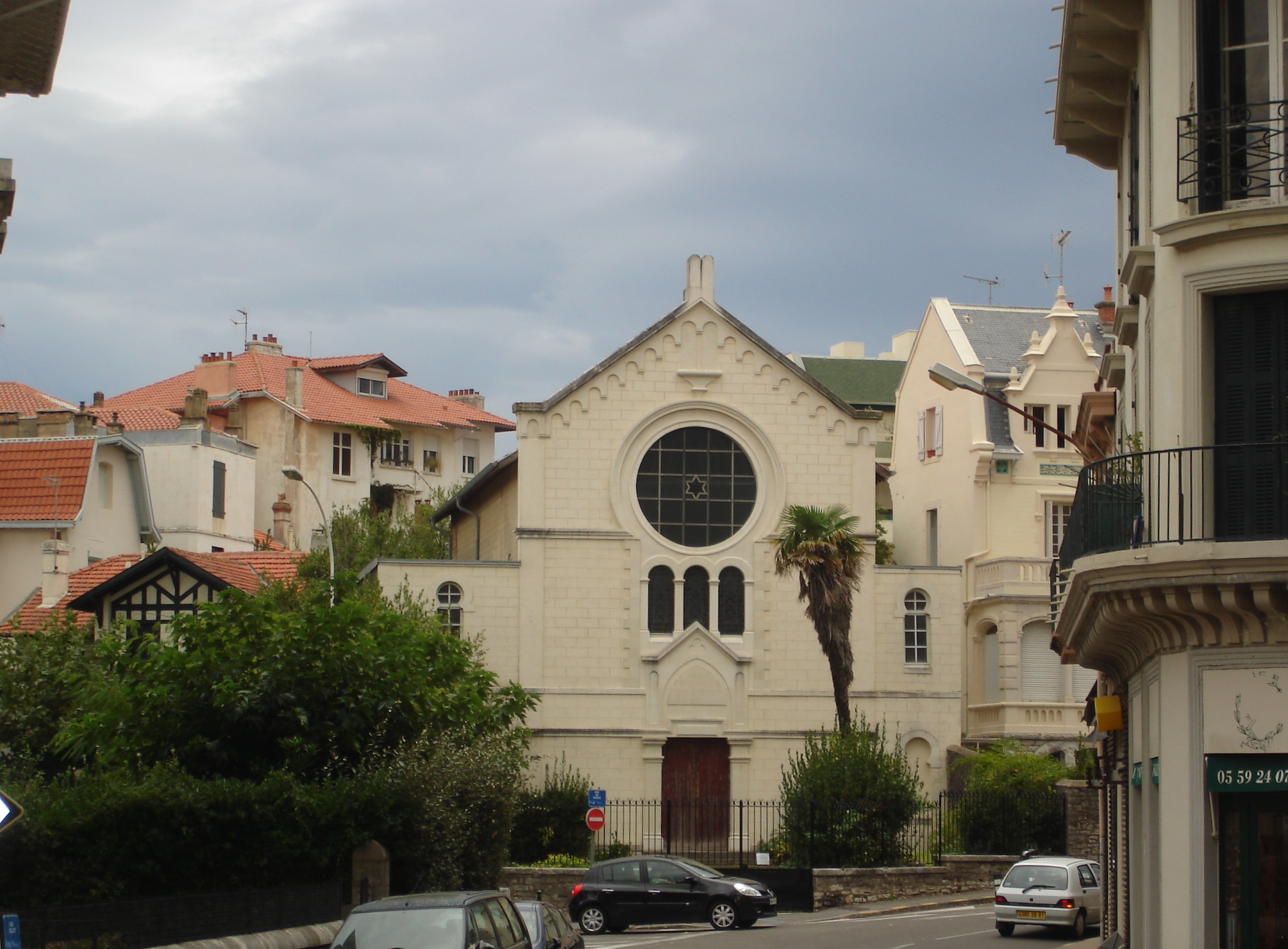
La synagogue dans son environnement.
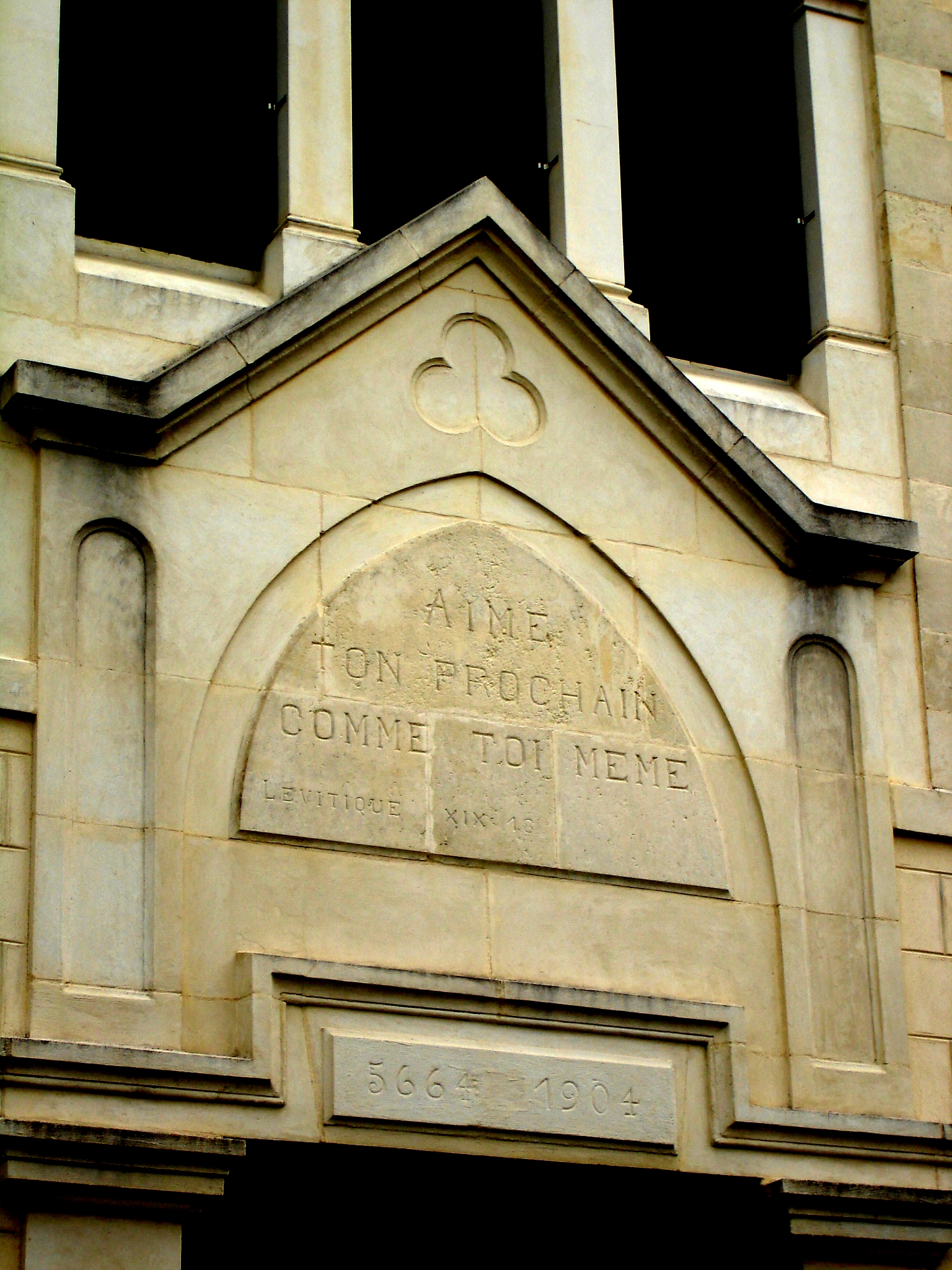
Inscription au-dessus de la porte d'entrée
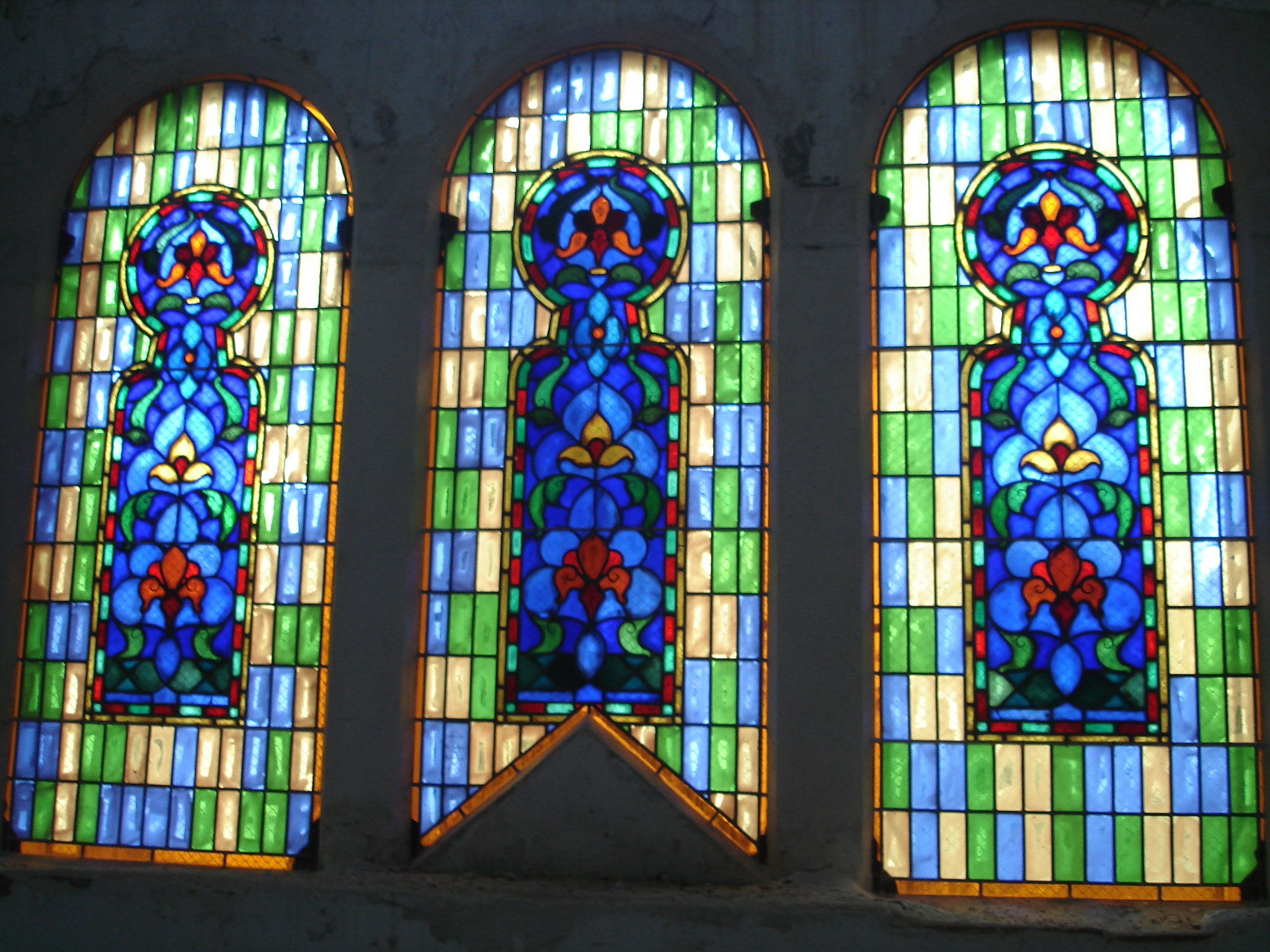
Les vitraux sur la façade, en dessous de la rose
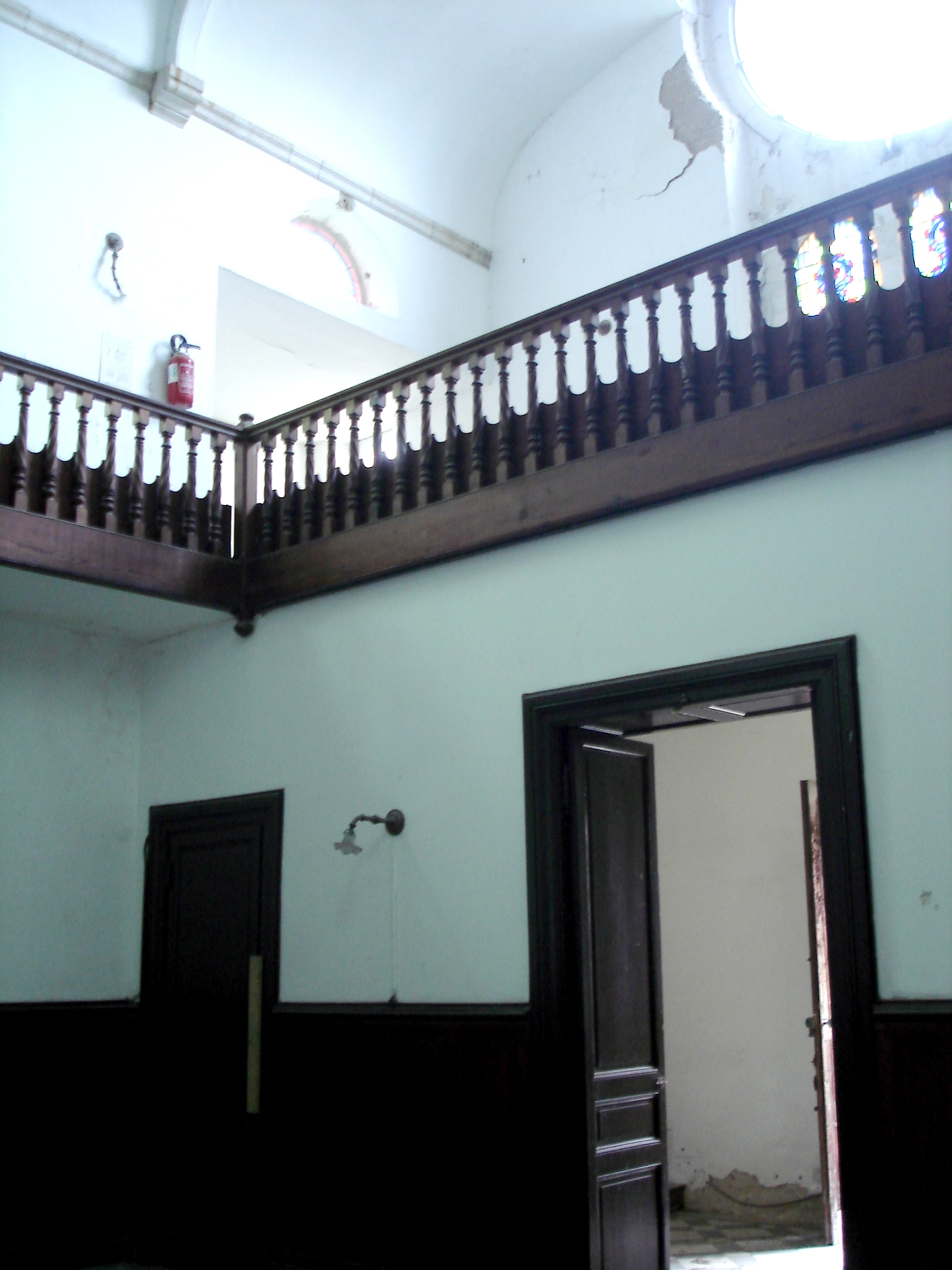
Vue de la porte d'entrée et de la galerie des femmes.